# Међународна награда Аустралијског филмског института за најбољег глумца
Међународна награда Аустралијског филмског института за најбољег глумца (енгл. Australian Film Institute International Award for Best Actor) је награда коју једном годишње додељује Аустралијски филмски институт. Први пут је додељена 2005. године.

## Награђени и номиновани
- 2005: Расел Кроу — Бајка о боксеру
- 2006:  Хит Леџер —  Планина Броукбек 
  - Ерик Бана — Минхен
  - Хјуго Вивинг — В као вендета
  - Ентони Лапаља — Зимска краткодневница
- 2007: Доминик Персел — Бекство из затвора
  - Џулијан Макман — Режи ме
  - Ерик Бана — Срећковић
  - Хју Џекман — Престиж
- 2008: Хит Леџер — Црни витез[1]
  - Ерик Бана — Две ћерке за краља
  - Расел Кроу — Амерички гангстер
  - Џек Томпсон — Прљава игра
- 2009: Расел Кроу — У игри
  - Мартин Хендерсон — Доктор Хаус
  - Ентони Лапаља — Без трага
  - Гај Пирс — Приче за лаку ноћ
- 2010: Сем Вордингтон — Аватар
  - Сајмон Бејкер — Менталиста – 2. сезона
  - Рајан Квантен — Права крв – 3. сезона
  - Коди Смит-Макфи — Пут